# Christine Bjelland Jensen
Christine Bjelland Jensen (* 16. Juni 1994) ist eine norwegische Leichtathletin, die sich auf den Sprint spezialisiert hat.

## Sportliche Laufbahn
Erste internationale Erfahrungen sammelte Christine Bjelland Jensen im Jahr 2013, als sie bei den Junioreneuropameisterschaften in Rieti mit 24,17 s in der ersten Runde im 200-Meter-Lauf ausschied. Im Jahr darauf startete sie mit der norwegischen 4-mal-100-Meter-Staffel bei den Europameisterschaften in Zürich und schied dort mit 44,29 s im Vorlauf aus. 2015 kam sie bei den U23-Europameisterschaften in Tallinn mit 24,27 s nicht über den Vorlauf hinaus und 2019 schied sie bei der Sommer-Universiade in Neapel mit 24,24 s im Semifinale aus und kam über 400 Meter mit 56,38 s nicht über den Vorlauf hinaus. 2023 wurde sie bei der 1. Liga der Team-Europameisterschaft im Zuge der Europaspiele in Chorzów in 23,48 s Fünfte im B-Lauf über 200 Meter und wurde mit der 4-mal-100-Meter-Staffel disqualifiziert. Anschließend startete sie bei den Weltmeisterschaften in Budapest und schied dort mit 23,62 s im Vorlauf aus. Im Jahr darauf kam sie bei den Europameisterschaften in Rom mit 23,68 s nicht über die erste Runde hinaus.
2023 wurde Jensen norwegische Hallenmeisterin im 200-Meter-Lauf.

## Persönliche Bestzeiten
- 100 Meter: 11,47 s (+1,1 m/s), 6. Juli 2023 in Jessheim
  - 60 Meter (Halle): 7,61 s, 28. Januar 2017 in Florø
- 200 Meter: 23,16 s (+1,0 m/s), 8. Juli 2023 in Jessheim
  - 200 Meter (Halle): 23,48 s, 12. Februar 2023 in Karlstad
- 400 Meter: 54,19 s, 4. Juni 2016 in Florø